# Hrabstwo Wellington
Hrabstwo Wellington (ang. Wellington County) – jednostka administracyjna kanadyjskiej prowincji Ontario leżąca w południowym Ontario.
Hrabstwo tworzą następujące ośrodki komunalne:
- Centre Wellington
- Erin
- Guelph
- Guelph/Eramosa
- Mapleton
- Minto
- Puslinch
- Wellington North